# Neoseiulus knappi
Neoseiulus knappi är en spindeldjursart som beskrevs av Zannou, Moraes, Ueckermann och Oliveira 2006. Neoseiulus knappi ingår i släktet Neoseiulus och familjen Phytoseiidae. Inga underarter finns listade i Catalogue of Life.